# Felix Götze
Felix Götze (Memmingen, Baviera, Alemania, 11 de febrero de 1998), es un futbolista alemán que juega como defensor en el SC Paderborn 07 de la 2. Bundesliga de Alemania.
Es hermano menor de los futbolistas Fabian y Mario Götze.

## Carrera
Inició su carrera en las inferiores del Borussia Dortmund al igual que sus hermanos, llegando a la categoría sub-17 en dicho equipo. En 2014 y con 17 años, fue fichado como agente libre por el Bayern de Múnich.
Durante la temporada 2016-17 fue llamado por el técnico Carlo Ancelotti para jugar la pretemporada, llegando incluso a disputar un partido ante el Manchester City. Igualmente integró la plantilla del Bayern de Múnich en la Liga de Campeones de la UEFA.
Para la temporada 2017-18 firmaría su primer contrato profesional, vinculándose con el Bayern hasta el 30 de junio de 2019.
De cara a la temporada siguiente fichó por el F. C. Augsburgo.
En febrero de 2021 se marchó cedido al 1. F. C. Kaiserslautern hasta el mes de junio. En agosto del año siguiente volvió a ser prestado, esta vez al Rot-Weiss Essen. Allí continuó otra temporada y en mayo de 2024 se anunció su incorporación al SC Paderborn 07.

## Palmarés

### Campeonatos nacionales
| Título                | Club             | País     | Año  |
| --------------------- | ---------------- | -------- | ---- |
| Supercopa de Alemania | Bayern de Múnich | Alemania | 2017 |
| Bundesliga            | Bayern de Múnich | Alemania | 2018 |